# Elsinho
Elson Ferreira de Souza, meglio noto come Elsinho (Porto Velho, 30 ottobre 1989), è un calciatore brasiliano, difensore del Tokushima Vortis.

## Palmarès

### Club

#### Competizioni statali
- Campionato Rondoniense: 1

Vilhena: 2010
- Campionato Alagoano: 1

CRB: 2012

#### Competizioni nazionali
- Campionato giapponese: 2

Kawasaki Frontale: 2017, 2018